# Stanisław Chwalczewski

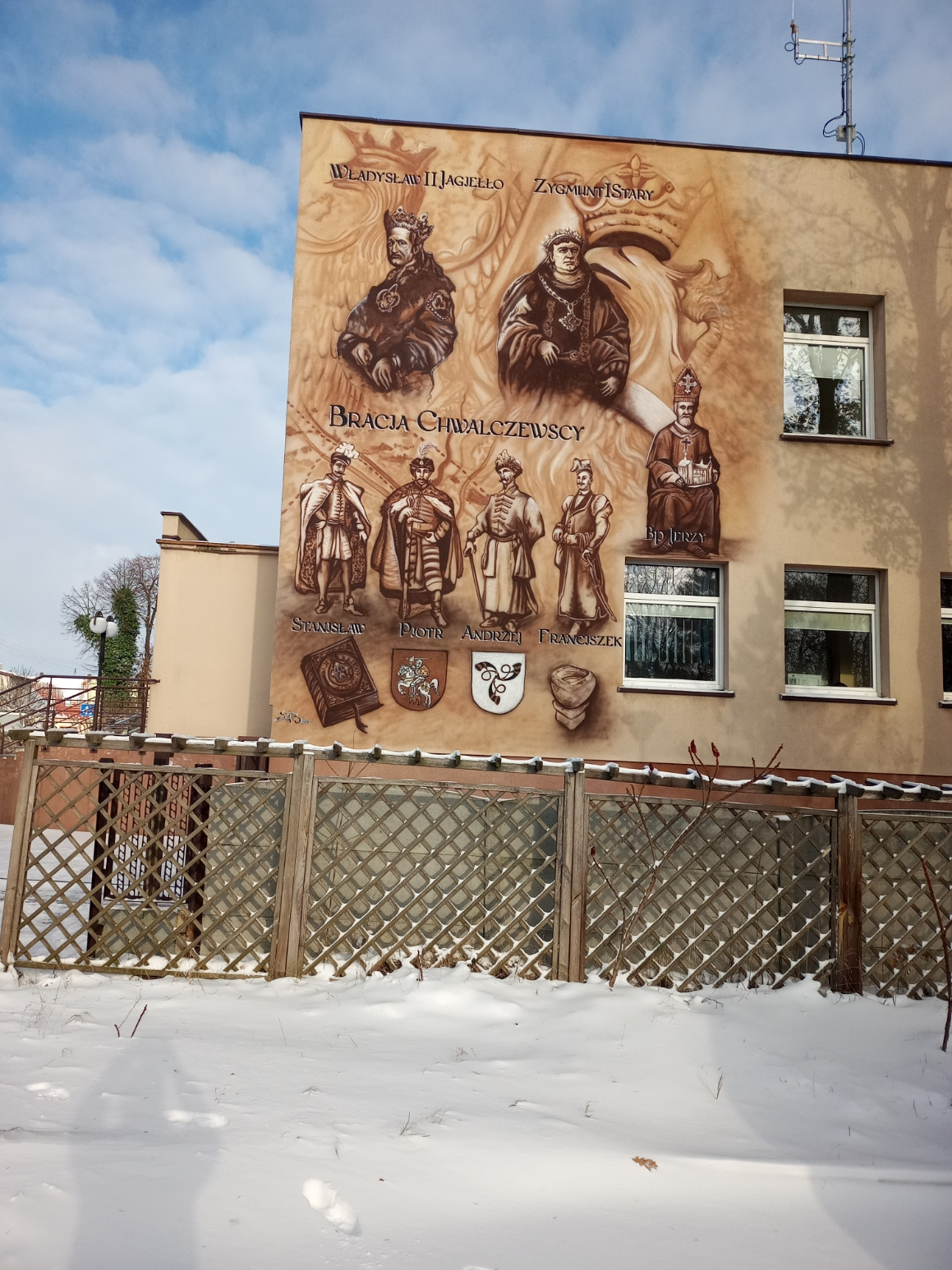
Mural w Raszkowie ukazujący Władysława Jagiełło, Zygmunta Starego i braci Chwalczewskich (Stanisław jest najbardziej wysunięty na lewo)

Stanisław Chwalczewski (zm. 1567 w Raszkowie) – polityk polski, tłumacz i historyk.

## Życiorys
Syn Andrzeja, ziemianina, herbu Trąby, z województwa kaliskiego. Pochodził z Raszkowa w obecnym powiecie ostrowskim. Brat Jerzego i Piotra Chwalczewskich. 
Od 1529 służył w wojsku cesarza Karola V. Po powrocie do kraju dostał się na dwór królowej Bony. Od 1536 starosta krzemieniecki, od 1545 starosta kobryński, od 1552 starosta piński, klecki, horodecki. W latach 1553–1555 zreformował, z polecenia Bony, jej poleskie dobra, wprowadzając reformę rolna, tzw. pomiarę włóczną. Pod koniec życia osiadł w rodzinnym Raszkowie i tam przetłumaczył na język polski Kronikę Polski Macieja Miechowity.
Ok. 1542 ożenił się z Barbarą Falkówną, córką Andrzeja, starosty drohickiego.

## Dokumenty
- Regestr pomierzania ziem na włóki powiatów księstw pińskiego, kleckiego, powst. po 1553, wyd. Wilno 1884

## Przekłady
- Maciej z Miechowa (Miechowita) Kronika, (przekł. częściowy, do 1279 r.), powst. 1519-1549, wyd. Ł. Gołębiowski pt. "Kronika Stanisława Chwalczewskiego", t. 1-2, Warszawa 1829, Zbiór Pisarzów Polskich, cz. 3, t. 9-10, (do 1886 przekład uważany był za utwór oryginalny Chwalczewskiego)

## Materiały
- List biskupa wileńskiego Jana, Wilno, 13 lipca 1529, do Jana Dantyszka dot. pobytu Chwalczewskiego na dworze Karola V, wyd. Acta Tomiciana, t. 11 (1901), s. 216
- Dokumenty urzędowe z 1552, 1559; wyd. Akta otnosiaszczijesia k istorii Jugo-Zapadnoj Rossii, t. 1 (1863), s. 134-135; t. 2 (1863), s. 84-85
- Dokumenty urzędowe z 1554-1560; wyd. Akta otnosiaszczijesia k istorii Zapadnoj Rossii, t. 50